# Giáo dục đặc biệt
Giáo dục đặc biệt (còn được gọi là giáo dục nhu cầu đặc biệt, giáo dục hỗ trợ hoặc SPED - special education) là thực hành giáo dục học sinh theo cách giải quyết sự khác biệt cá nhân và nhu cầu cá nhân của họ. Lý tưởng nhất, quá trình này bao gồm sự sắp xếp theo kế hoạch và được giám sát một cách có hệ thống các quy trình giảng dạy, thiết bị và tài liệu phù hợp và các tùy chọn về học tập cho người khuyết tật. Những can thiệp này được thiết kế để giúp các cá nhân có nhu cầu đặc biệt đạt được mức độ tự túc và thành công cá nhân cao hơn ở trường và trong cộng đồng của họ, điều này có thể không có nếu học sinh chỉ được tiếp cận với giáo dục trong lớp học thông thường.
Giáo dục đặc biệt bao gồm khả năng học tập (chẳng hạn như chứng khó đọc), rối loạn giao tiếp, rối loạn cảm xúc và hành vi (như ADHD), khuyết tật (ví dụ như bệnh xương dễ gãy, bại não, loạn dưỡng cơ bắp, nứt đốt sống, và mất điều hòa Friedreich), và khuyết tật phát triển (chẳng hạn như rối loạn phổ tự kỷ và khuyết tật trí tuệ) và nhiều khuyết tật khác. Học sinh với các loại khuyết tật này có thể được hưởng lợi từ các dịch vụ giáo dục bổ sung như phương pháp giảng dạy khác nhau, sử dụng công nghệ, khu vực giảng dạy được điều chỉnh cụ thể hoặc phòng tài nguyên riêng biệt.
Năng khiếu trí tuệ là một sự khác biệt trong học tập và cũng có thể được hưởng lợi từ các kỹ thuật giảng dạy chuyên ngành hoặc các chương trình giáo dục khác nhau, nhưng thuật ngữ "giáo dục đặc biệt" thường được sử dụng để chỉ cụ thể hướng dẫn học sinh khuyết tật. Giáo dục năng khiếu được xử lý riêng.
Trong khi giáo dục đặc biệt được thiết kế dành riêng cho việc học tập của học sinh khuyết tật, giáo dục khắc phục có thể được thiết kế cho bất kỳ học sinh nào, có hoặc không có nhu cầu đặc biệt; đặc điểm xác định đơn giản là họ đã đạt đến điểm không chuẩn bị, bất kể tại sao. Ví dụ, ngay cả những người có trí thông minh cao cũng có thể đạt điểm không chuẩn bị dưới mức nếu giáo dục của họ bị gián đoạn, ví dụ, do phải dịch chuyển nội bộ trong rối loạn dân sự hoặc chiến tranh.
Ở hầu hết các nước phát triển, các nhà giáo dục sửa đổi phương pháp và môi trường giảng dạy để số lượng sinh viên tối đa được phục vụ trong môi trường giáo dục chung. Do đó, giáo dục đặc biệt ở các nước phát triển thường được coi là một dịch vụ hơn là một địa điểm. Việc học chung có thể làm giảm sự kỳ thị xã hội và cải thiện thành tích học tập cho nhiều học sinh.
Đối lập với giáo dục đặc biệt là giáo dục phổ thông. Giáo dục phổ thông là chương trình giảng dạy tiêu chuẩn được áp dụng mà không có phương pháp giảng dạy hoặc hỗ trợ đặc biệt. Học sinh nhận các dịch vụ giáo dục đặc biệt đôi khi có thể đăng ký vào môi trường giáo dục chung để học cùng với học sinh không bị khuyết tật.